# Првенство СФР Југославије у рагбију 1960.
Првенство СФР Југославије у рагбију 1960. је било 4. издање првенства комунистичке Југославије у рагбију. Играло се по правилима Рагби лиге. 
Титулу је освојио Партизан.

## Учесници
|   | Тим                               | Република | Град    |
| - | --------------------------------- | --------- | ------- |
| 1 | ХАРК Младост                      | Хрватска  | Загреб  |
| 2 | Рагби лига клуб Јединство Панчево | Србија    | Панчево |
| 3 | Рагби клуб Партизан               | Србија    | Београд |

## Табела
Табела
|   | Тим       | ИГ | Д | Н | И | ПД | ПП | Б |  |
| - | --------- | -- | - | - | - | -- | -- | - |  |
| 1 | Партизан  | 2  | 2 | 0 | 0 | 24 | 7  | 4 |  |
| 2 | Младост   | 2  | 1 | 0 | 1 | 22 | 30 | 2 |  |
| 3 | Јединство | 2  | 0 | 0 | 2 | 22 | 31 | 0 |  |

| Шампион Југославије у рагбију 1960. |
| ----------------------------------- |
| Рагби клуб Партизан 2. титула       |